# Erasmo Petringa
Erasmo Petringa (Airola, 18 settembre 1958) è un musicista, polistrumentista, arrangiatore e direttore d'orchestra italiano.

## Biografia
Diplomato in Contrabbasso al Conservatorio di Napoli "San Pietro a Majella", è passato in seguito allo studio del violoncello; suona anche chitarra e pianoforte, strumenti a corde legati soprattutto alla tradizione: Chitarra Battente, Mandola, Mandoloncello e Calascione. Ha recentemente pubblicato un disco dal titolo "Sabir", in cui utilizza l'oud, strumento di tradizione araba, con una tecnica occidentale ed in chiave etno-jazz.
Nel 2008 ha diretto al 58º Festival di Sanremo l'esecuzione del brano Grande Sud di Eugenio Bennato. Ha suonato con Peppe e Concetta Barra, Edoardo e Eugenio Bennato, Enzo Gragnaniello, Gigi D'Alessio, Claudio Baglioni. In teatro ha avuto collaborazioni musicali tra cui quella con Dario Fo nel 2005 che ha dato origine al cd "Scià Scià" pubblicato da Rai Trade, una performance nel 1985 con Ray Charles nella trasmissione "blitz" condotta da Gianni Minà.
Da alcuni anni porta avanti un progetto di musica popolare, "Mediterranea Sound".